# Comté de Rocky View
Le comté de Rocky View (anglais : Rocky View County) est un district municipal de 36,461 habitants en 2011, situé dans la province d'Alberta, au Canada.

## Communautés et localités
Cités
- Airdrie

Bourgs
- Chestermere
- Cochrane
- Crossfield
- Irricana

Villages
- Beiseker

Hameaux
- Balzac
- Bottrel
- Bragg Creek
- Cochrane Lake
- Conrich
- Dalemead
- Dalroy
- Delacour
- Indus
- Janet
- Kathyrn
- Keoma
- Langdon
- Madden

Localités
- Allandale Estates
- Anatapy
- Artists View East Subdivision
- Artists View Park West (localité désignée) ou Artists View West Subdivision
- Banded Peak Place
- Bearspan Heights
- Bearspaw
- Bennett
- Braemore Ranch
- Caldbeck
- Calling Horse Estates
- Camp Gardner
- Circle Five
- Colpitts Ranch Subdivision
- Country Estates
- Craigdhu
- Croxford Estates
- Cullen Creek
- Deerwood Estates
- Del-Rich Meadows
- Elbow River Estates
- Elk Valley Park
- Entheos West
- Fawnhill
- Garden Heights
- Georgian Estates
- Ghost Dam
- Glenbow
- Green Valley Place
- High Point Estates (localité désignée)
- Idlewood Estates
- Inverlake
- Kersey
- Lake Erie Estates
- Lansdowne Estates
- Livingstone Estates
- Mitford
- Mount View Estates
- Mountain View Estates
- Murray Acres Estates
- Nier
- Norfolk
- O'Neil Ranchettes
- Partridge Place
- Pinebrook Estates
- Pirmez Creek
- Prairie Royale
- Radnor
- River Ridge Estates
- Robertson
- Rocky View
- Rolling Range Estates
- Rosewood
- Springbank Meadows
- Springgate Estates
- Springland Estates
- Springshire Estates
- Toki Estates
- Tower Ridge Estates
- West Bluff Road Subdivision
- Wild Rose Country Estates
- Wildcat
- Williams Subdivision
- Wintergreen

Autres
- Bearspaw-Glendale
- Elbow Valley
- Heritage Woods
- Springbank

## Démographie
| 2001   | 2006   | 2011   | 2016   |
| ------ | ------ | ------ | ------ |
| 29 925 | 34 171 | 35 754 | 39 407 |